# Wold Newton
 (janvier 2025).
Pour les articles homonymes, voir Wold Newton (homonymie).

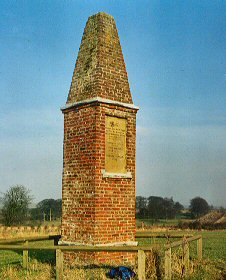
Monument à la, érigé sur son lieu d'impact à Wold Newton.

Wold Newton est un  principe littéraire développé par l'auteur de science-fiction Philip José Farmer. Dans les pseudo-biographies de deux personnages de fiction (Tarzan vous salue bien et Doc Savage : His Apocalyptic Life), Farmer imagine que la météorite (en) qui est tombée à Wold Newton en Angleterre le 13 décembre 1795 était radioactive et a provoqué la mutation génétique des occupants d'une diligence qui passait à proximité. Les descendants de ces passagers sont des personnages aux talents exceptionnels, dont les aventures ont été par la suite romancées tels que Sherlock Holmes, Tarzan, Doc Savage, Lord Peter Wimsey ou Fu Manchu.
La première œuvre de fiction pouvant s'apparenter à Wold Newton est la biographie fictive de Sherlock Holmes écrite par Wold Cottage meteorite (en) : Moi, Sherlock Holmes (en).
Wold Newton s'appuie sur le concept de krypto-révisionnisme, avatar moderne de l'évhémérisme : les personnages littéraires sont considérés comme les versions fictives de personnes ayant réellement existé. Les évènements jugés trop improbables sont considérés comme des créations des auteurs ayant rapporté leurs aventures.
Dans un registre proche de Wold Newton, Alan Moore a réuni plusieurs personnages de littérature populaire dans la bande dessinée La Ligue des gentlemen extraordinaires dont a été tiré en 2003 le film du même nom mis en scène par Stephen Norrington, avec Sean Connery dans le rôle principal. Dans le même ordre d'idées, la bande dessinée de Warren Ellis Planetary mêle dans un même univers des super-héros et des personnages littéraires ou cinématographiques.